# Tweede klasse 1956-57 (voetbal België)
Het seizoen 1956/57 was de 40e editie van de Belgische Tweede Klasse. De competitie ging van start in de zomer van 1956 en eindigde in het voorjaar 1957.
Waterschei werd kampioen en promoveerde samen met vice-kampioen Sint-Truiden naar de Eerste Klasse.

## Gedegradeerde teams
Deze teams waren gedegradeerd uit de Eerste klasse 1955-56 voor de start van het seizoen:
- K. Waterschei SV Thor (voorlaatste) degradeerde na 2 seizoenen terug naar 2e nationale.
- KFC Malinois (laatste) degradeerde na 25 seizoenen terug naar 2e nationale.

## Gepromoveerde teams
Volgende teams waren gepromoveerd uit Derde klasse 1955-56 voor de start van het seizoen:
- RCS Brugeois (kampioen reeks A) promoveerde na 4 seizoenen terug naar 2e nationale.
- VV Patro Eisden (kampioen reeks B) promoveerde voor het eerst naar 2e nationale.

## Ploegen
Deze ploegen speelden in het seizoen 1956-57 in Tweede klasse. De nummers komen overeen met de plaats in de eindrangschikking:
| Stam- nummer | Club                        | Plaats                 |    |
| ------------ | --------------------------- | ---------------------- | -- |
| 553          | K. Waterschei SV Thor       | Genk                   | 1  |
| 373          | K. Sint-Truidense VV        | Sint-Truiden           | 2  |
| 52           | K. Lyra                     | Lier                   | 3  |
| 36           | RRC Tournaisien             | Doornik                | 4  |
| 19           | K. Kortrijk Sport           | Kortrijk               | 5  |
| 221          | K. Sint-Niklaasse SK        | Sint-Niklaas           | 6  |
| 47           | R. White Star AC            | Sint-Lambrechts-Woluwe | 7  |
| 25           | KFC Malinois                | Mechelen               | 8  |
| 12           | RCS Brugeois                | Brugge                 | 9  |
| 3            | RFC Brugeois                | Brugge                 | 10 |
| 53           | AS Oostende KM              | Oostende               | 11 |
| 58           | K. Boom FC                  | Boom                   | 12 |
| 3434         | VV Patro Eisden             | Eisden                 | 13 |
| 15           | R. Uccle Sport              | Ukkel                  | 14 |
| 132          | RRC Tirlemont               | Tienen                 | 15 |
| 6            | R. Racing Club de Bruxelles | Ukkel                  | 16 |

## Eindstand
|   |    |                             | P  | W  | G  | V  | +  | -  | DS  | Ptn |
| - | -- | --------------------------- | -- | -- | -- | -- | -- | -- | --- | --- |
| K | 1  | K. Waterschei SV Thor       | 30 | 17 | 6  | 7  | 58 | 37 | 21  | 40  |
| P | 2  | K. Sint-Truidense VV        | 30 | 15 | 9  | 6  | 59 | 34 | 25  | 39  |
|   | 3  | K. Lyra                     | 30 | 17 | 4  | 9  | 73 | 52 | 21  | 38  |
|   | 4  | RRC Tournaisien             | 30 | 11 | 14 | 5  | 54 | 42 | 12  | 36  |
|   | 5  | K. Kortrijk Sport           | 30 | 12 | 9  | 9  | 39 | 39 | 0   | 33  |
|   | 6  | K. Sint-Niklaasse SK        | 30 | 9  | 13 | 8  | 41 | 42 | -1  | 31  |
|   | 7  | R. White Star AC            | 30 | 12 | 6  | 12 | 49 | 48 | 1   | 30  |
|   | 8  | KFC Malinois                | 30 | 13 | 4  | 13 | 67 | 70 | -3  | 30  |
|   | 9  | RCS Brugeois                | 30 | 11 | 6  | 13 | 50 | 53 | -3  | 28  |
|   | 10 | RFC Brugeois                | 30 | 12 | 4  | 14 | 56 | 43 | 13  | 28  |
|   | 11 | AS Oostende KM              | 30 | 9  | 9  | 12 | 40 | 43 | -3  | 27  |
|   | 12 | K. Boom FC                  | 30 | 9  | 9  | 12 | 37 | 47 | -10 | 27  |
|   | 13 | VV Patro Eisden             | 30 | 13 | 1  | 16 | 55 | 67 | -12 | 27  |
|   | 14 | R. Uccle Sport              | 30 | 9  | 5  | 16 | 38 | 65 | -27 | 23  |
| D | 15 | RRC Tirlemont               | 30 | 9  | 4  | 17 | 33 | 49 | -16 | 22  |
| D | 16 | R. Racing Club de Bruxelles | 30 | 9  | 3  | 18 | 32 | 50 | -18 | 21  |

P: wedstrijden gespeeld, W: wedstrijden gewonnen, G: gelijke spelen, V: wedstrijden verloren, +: gescoorde doelpunten, -: doelpunten tegen, DS: doelsaldo, Ptn: totaal punten
 K: kampioen en promotie, P: promotie, D: degradatie

## Promoverende teams
Deze teams promoveerden naar Eerste Klasse 1957-58 op het eind van het seizoen:
- K. Waterschei SV Thor (kampioen) promoveerde na 1 seizoen terug naar eerste klasse.
- K. Sint-Truidense VV (vice-kampioen) promoveerde voor het eerst naar eerste klasse.

## Degraderende teams
Deze teams degradeerden op het eind van het seizoen naar Derde Klasse 1957-58:
- RRC Tirlemont (voorlaatste) degradeerde na 23 seizoenen in 1e en 2e klasse.
- R. Racing Club de Bruxelles (laatste) degradeerde na 16 seizoenen in 1e en 2e klasse.

## Topschutter
Jozef Piedfort - K. Lyra - 28 doelpunten
De officiële benamingen van deze competitie luidden achtereenvolgens Bevordering (van 1909 tot 1926), Eerste Afdeling (van 1926 tot 1952), Tweede Klasse (van 1952 tot 2016). 
In 2016 werd de Tweede Klasse opgeheven en vervangen door Eerste klasse B en Eerste klasse Amateurs.